# Houston Stewart Island
Houston Stewart Island är en ö i Kanada.   Den ligger i territoriet Nunavut, i den norra delen av landet, 3 500 km norr om huvudstaden Ottawa. Arean är 4,3 kvadratkilometer.
Terrängen på Houston Stewart Island är platt. Öns högsta punkt är 80 meter över havet. Den sträcker sig 3,2 kilometer i nord-sydlig riktning, och 3,2 kilometer i öst-västlig riktning.